# 12 avril 2010
Le lundi 12 avril 2010 est le 102e jour de l'année 2010.

## Décès
- Andrea Cassone (né le 29 avril 1929), archevêque catholique italien
- Běla Kolářová (née le 24 mars 1923), artiste tchèque
- Clément Moisan (né le 1er janvier 1933), professeur québécois
- Karl Heeremans (né le 1er juin 1937), artiste-peintre belge
- Lati Rinpoché (né le 1er janvier 1922), lama tibétain
- Leonardo Cremonini (né le 26 novembre 1925), peintre italien
- Michel Chartrand (né le 20 décembre 1916), syndicaliste canadien
- Michel Meslin (né le 29 septembre 1926), historien français
- Miguel C. Cinches (né le 7 février 1932), évêque catholique philippin
- Robert Pound (né le 16 mai 1919), physicien américain
- Werner Schroeter (né le 7 avril 1945), acteur allemand

## Événements
- Découverte de 2010 GB174
- 30e cérémonie des Prix Génie
- Publication de Gettin' Over You
- Publication de Le Cœur en berne
- Début de Les Enquêtes du commissaire Winter
- Publication de Panique aux funérailles